# Parachauliodes continentalis
Parachauliodes continentalis är en insektsart som beskrevs av Van der Weele 1909. Parachauliodes continentalis ingår i släktet Parachauliodes och familjen Corydalidae. Inga underarter finns listade i Catalogue of Life.